# Jorge Soto
Jorge Antonio Soto Goméz, född 27 oktober 1971 i Lima, är en peruansk före detta fotbollsspelare. Han är en av Sporting Cristals största spelare genom tiderna med 484 matcher och 152 mål i den peruanska ligan. För det peruanska landslaget gjorde han 101 landskamper och 9 mål mellan 1992 och 2007.
Hans bror, José, spelade också för Perus landslag.

## Meriter
Sporting Cristal
- Primera División: 1994, 1995, 1996, 2002, 2005